# Loonse Successieoorlogen
De Loonse Successieoorlogen zijn de opvolgingsconflicten die ontstonden na het kinderloos overlijden van graaf Lodewijk IV op 22 januari 1336. In het eerste tijdperk slaagde het graafschap Loon erin om zijn zelfstandigheid ten opzichte van het prinsbisdom Luik te bewaren, maar nadat in 1364 het graafschap Chiny al verkocht was aan het hertogdom Luxemburg om de oorlogskosten te dekken, kwamen de oorlogen tot een einde door de aanhechting van Loon bij Luik in 1366.
Omdat er tussen 1346 en 1361 vrede was, wordt er zowel gesproken over Loonse Successieoorlogen in meervoud als Loonse Successieoorlog in enkelvoud met twee tijdperken, bedrijven of fasen.

## Eerste tijdperk (1336–1346)

### Aanloop
Diederik van Heinsberg, de zoon van Lodewijks zus, eiste de titel graaf van Loon op, en liet zich erfgenaam verklaren met de hulp van Jan III van Brabant. Nog voor zijn dood had Lodewijk hem ook aangewezen als opvolger. Het kapittel van de Sint-Lambrechtskathedraal te Luik, waarvan Loon een leen was, weigerde echter om hem te benoemen. Het domkapittel beriep zich op een beslissing van de Rijksdag van Frankfurt (13 augustus 1246), volgens welke alle lenen van een Kerk terugvallen in hun bezit als de vazal kinderloos overlijdt. Omdat Loon bovendien een zwaardleen was volgens het oud Duits gewoonterecht, zou Diederik de erfenis van zijn oom niet via zijn moeder mogen krijgen, stelde het kapittel. Het maakte 40.000 gulden vrij voor de verovering van Loon en vroeg en kreeg steun van de paus in Avignon, Benedictus XII. De Luikse steden steunden de eis van het kapittel, maar de Luikse edelen gaven de voorkeur aan een andere erfelijke gewoonte waarbij zussen en zonen wel leengoederen mochten erven. De prins-bisschop van Luik zelf, Adolf van der Mark, was een zwager van Diederik en wenste aanvankelijk geen conflict met zijn eigen familie, en nam eveneens afstand van de eisen van zijn domkapittel.

### Diederik versus Adolf
Terwijl de paus de druk op de prins-bisschop opvoerde om Loon op te eisen voor de Kerk, werd Diederik op 12 april 1336 aangesteld als graaf van Loon door Keizer Lodewijk de Beier. Adolf bezette weliswaar Kolmont, maar dat was meer een symbolische dan strategische daad en op 13 augustus 1337 kreeg hij een nieuwe pauselijke aanmaning om Loon geheel in te lijven. Zodra Diederik de eis hoorde om zijn graafschap aan de Kerk van Luik op te geven, wendde hij zich op 19 december 1337 expres tot Luiks aartsvijand Brabant. Hij sloot een militaire alliantie met hertog Jan III, waarin ze besloten elkaar te steunen als een van hen werd aangevallen, vooral door Luik.
Zodoende werd Diederik feitelijk de graaf, terwijl hij zich schikte onder de vleugels van de hertog van Brabant en de keizer; in Chiny was hij onbetwist landsheer.
Godfried van Loon-Heinsberg, Diederiks enige zoon, sneuvelde in 1342; zijn opvolging werd daarom onzeker.

## Tweede tijdperk (1361–1366)

### Arnold en Godfried versus Engelbert

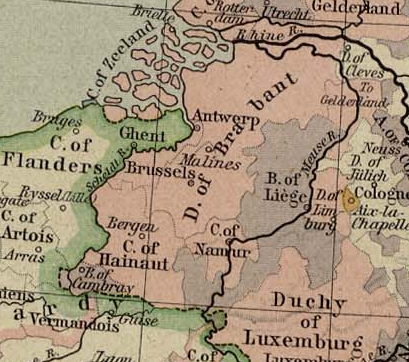
Naoorlogse situatie (1477)

Toen Diederik overleed in januari 1361, werd zijn opvolging betwist tussen Arnold van Rummen en Godfried van Dalenbroek (beiden neven van Diederik) enerzijds, en prins-bisschop Engelbert III anderzijds, die opnieuw trachtte Loon in te lijven. De prins-bisschop riep de aanhechting van Loon bij Luik uit, en liet zijn troepen het graafschap bezetten. Godfried gaf de strijd in 1362 op en verkocht zijn rechten op Loon en Chiny aan Arnold. Deze zag zich verzekerd van de steun van hertog Wenceslaus van Brabant en Luxemburg (wiens raadsman hij was) en diens halfbroer, keizer Karel IV; bovendien was zijn vrouw Elisabeth rijk. Het Luikse leger kon zich niet handhaven en moest zich terugtrekken.

### Arnold versus Jan van Arkel
Echter, Arnolds kansen begonnen te keren: Johanna van Brabant liet hem vallen door in 1363 haar steun voor Loon op te zeggen. Het volgende jaar werd Engelbert III aartsbisschop van Keulen; Jan van Arkel, de bisschop van Utrecht, volgde hem op als prins-bisschop van Luik. Datzelfde jaar viel Jan van Arkel Loon opnieuw binnen; de aanhoudende oorlog dwong Arnold om Chiny te verkopen aan Wenceslaus, die het toevoegde aan het hertogdom Luxemburg. In 1365 werd het stamslot van Arnold en Elisabeth, de burcht van Rummen, de Warande, van 9 augustus tot 21 september (9 weken) door de prins-bisschop belegerd, veroverd en met de grond gelijk gemaakt. Overigens maakten de verdedigers hierbij voor het eerst in de regio gebruik van buskruit en kleine donderbussen. Het jaar daarop verloor het graafschap Loon zijn zelfstandigheid en werd door het prinsbisdom Luik geannexeerd.